# حي مايو (الخرطوم)
حي مايو هو أحد أحياء مدينة الخرطوم في السودان، يقع في الناحية الجنوبية للعاصمة الخرطوم، سُمي باسم مايو نسبة لحكومة الجنرال جعفر النميري التي أطلق عليها اسم (حكومة مايو) وهو الشهر الذي حدث فيه انقلاب جعفر نميري في عام 1969م، فبعد أن قام جعفر نميري بأزالة منطقة العيشيش في عام 1977 نقل السكان إلى حي مايو والذي كان قبل ذلك مكب لمياه الصرف الصحي.
يمتاز حي مايو بكثافة سكانية عالية وهو مثال على التعايش السلمي في السودانـ فيه عدد من المكونات العرقية، تقدر مساحته بحوالي 40 كيلومتر مربع، ويقال إن قدم حي فيه هو حي «قورو» الذي هو جزء اليوم من حي النصر غرب، وهناك رواية أخرى تقول إن حي «تبن» الواقع شرق المدنية هو اقدم الأحياء، كانت الأحياء سابقا بأسماء القبائل السودان مثل «حي العرب، وحي المساليت، وحي النوبة».
يمتاز حي مايو بكثرة الأسواق فيه، ففيه عشرة أسواق رئيسة بالأضافة إلي أن كل حي من أحياء مايو بها سوق، من أهم الأسواق بمايو هو سوق بروس وسوق 6، سوق قرو، وغيرها.